# برنهارت روست
برنهارد روست (به آلمانی: Bernhard Rust) (زاده ۳۰ سپتامبر ۱۸۸۳ - درگذشته ۸ مه ۱۹۴۵) وزیر علوم، آموزش و فرهنگ ملی رایش سوم بود.

## زندگی‌نامه
وی در هانوفر زاده شد. در دانشگاه درس خواند و درجه دکترا را در لغت‌شناسی و فلسفه دریافت کرد. پس از گذراندن یک دوره آموزگاری آزمایشی در سال ۱۹۰۸ در یک دبیرستان در هانوفر به عنوان معلم مشغول به کار شد. وی در جنگ جهانی اول خدمت کرد و به سبب شجاعتش صلیب آهنین دریافت کرد.
روست در سال ۱۹۲۲ به حزب نازی پیوست و پس از مدتی گاولایتر زود-هانوفر-براونشوایگ شد. در ۱۹۳۰ به رایشتاگ راه یافت. هنگامی که هیتلر صدراعظم شد، روست به سمت وزیر پروس در امور فرهنگی منصوب شد و در ۱ ژوئن ۱۹۳۴ وزیر علوم، آموزش و فرهنگ ملی رایش سوم شد و شروع به بازسازی سیستم آموزشی آلمان بر اساس ایدئولوژی ناسیونال سوسیالیسم کرد. هم‌چنین مقررات جدیدی ایجاد کرد که بسیاری از آن‌ها به سرعت لغو شدند. به عنوان نمونه در سال ۱۹۳۵ وی تعداد روزهای مدارس آلمان را از شش روز معمول به پنج روز تقلیل داد که در آن روز شنبه "روز جوانان رایش" نامیده می‌شد. دانش‌آموزان عضو سازمان جوانان هیتلری و اتحادیه دختران آلمان در این روز در خارج از مدرسه به مطالعه و آزمایش می‌پرداختند. سپس دستور به ایجاد هفته‌های موسوم به "هفته نوردی" (rolling week) داد که در آن دوره‌های هشت روزه با شش روز برای مطالعه، یک روز برای "روز جوانان رایش" و یک روز برای استراحت در نظر گرفته شده بود. بدین ترتیب یک هفته نوردی در روز دوشنبه شروع می‌شد و تا پایان روز دوشنبه هفته بعد که روز استراحت بود ادامه می‌یافت. هفته نوردی بعدی از سه‌شنبه آغاز می‌شد و تا پایان سه‌شنبه هفته بعد (روز استراحت) ادامه می‌یافت. با ناکارآمد بودن این روش، روست سیستم را به حالت قبلی بازگرداند.
در سال ۱۹۳۳ روست قانونی وضع کرد که در آن دانش‌آموزان و آموزگاران باید با دادن سلام نازی به یکدیگر احترام می‌گذاشتند. وی اعلام داشت که این احترام برای هر آلمانی (صرف‌نظر از عضو بودن یا نبودن آن‌ها در حزب نازی) انتظار می‌رود. وی هم‌چنین در اخراج یهودیان و دیگر افرادی که به عنوان دشمن ملت شناخته می‌شدند از دانشگاه‌های آلمان نقش داشت. روست هم‌چنین علومی را که از منظر نازی‌ها غیرآریایی تلقی می‌شدند را از جامعه آلمان حذف کرد.
وی در نهایت اندکی پس از تسلیم‌شدن آلمان به متفقین در ۸ مه ۱۹۴۵ خودکشی کرد.